# Stadion Miejski w Ptuju
Stadion Miejski w Ptuju (słoweń. Mestni Stadion Ptuj) – wieloużytkowy stadion znajdujący się w mieście Ptuj, w Słowenii. Został otwarty w 1955 roku. Na obiekcie swoje spotkania rozgrywa drużyna NK Drava. Stadion może pomieścić 3000 widzów, z czego miejsc siedzących jest 2207.